# São Pedro do Suaçuí
São Pedro do Suaçuí è un comune del Brasile nello Stato del Minas Gerais, parte della mesoregione della Vale do Rio Doce e della microregione di Peçanha.
La principale fonte di rendita del comune è l'allevamento di bestiame da latte e la vendita di vari tipi di formaggio.